# اوراکل اس کیو ال دولوپر

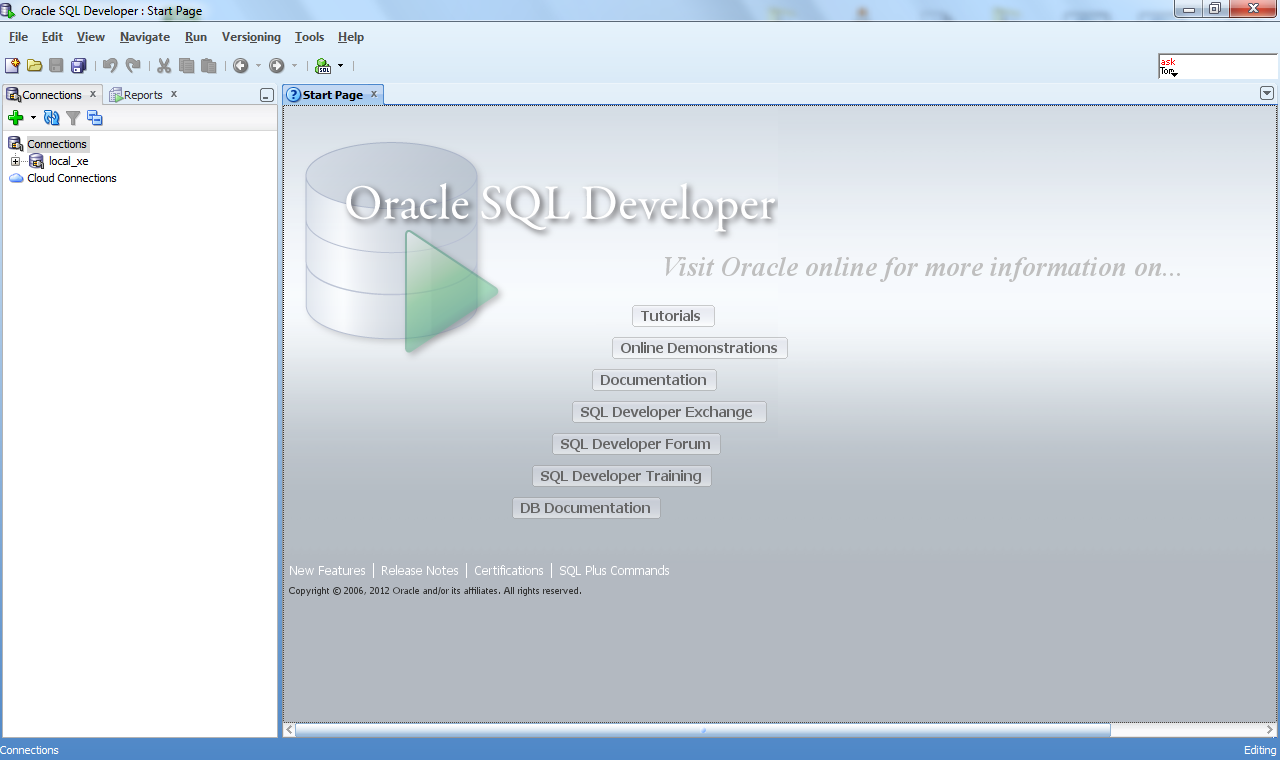
تصویری از محیط نرم افزار

اوراکل اس کیو ال دولوپر (به انگلیسی: Oracle SQL Developer) یک محیط توسعه یافته یکپارچه (IDE) برای کار کردن با دستورها SQL در پایگاه داده اوراکل است.
این IDE را می توانید به صورت رایگان استفاده کنید. از جمله امکانات این IDE امکان پیاده‌سازی الگوریتم‌های داده کاوی است.